# Bullet for My Valentine (álbum)
Bullet For My Valentine es el séptimo álbum de estudio de la banda galesa de metalcore, Bullet for My Valentine. Originalmente estaba programado para el 22 de octubre de 2021, sin embargo el lanzamiento del álbum se retrasó debido a la pandemia de COVID-19 hasta el 5 de noviembre de 2021 a través de Spinefarm Records.

## Antecedentes y promoción
El 19 de mayo de 2020, en una entrevista con Rock Sound, Tuck anunció que la banda estaba en proceso de escribir un nuevo álbum. Después de varias críticas mixtas a negativas por parte de los críticos de Gravity, decidieron trabajar en un nuevo disco que sería 'más pesado' en comparación con el último álbum. Sin embargo, la producción del próximo lanzamiento, confirmado una vez más por Carl Bown, se ha retrasado debido a la pandemia de COVID-19. Tuck comentó sobre el próximo álbum: "Así que no es ideal, y teníamos muchos planes para el resto del año para escribir y hacer el disco, que están en un segundo plano ahora hasta nuevo aviso. Es bastante brutal, para ser honesto. No podría ser más un contraste con Gravity en un estilo feroz. Es muy técnico. Los riffs son aplastantes. Probablemente hay un 60 por ciento de voces agresivas, un 40 [por ciento] limpio, que es una proporción con la que nunca habíamos incursionado antes. Es muy pesado, es muy técnico. Para los fanáticos de Bullet ese tipo de lado de esta banda, es muy bueno y muy emocionante. se siente bien."
El 11 de junio de 2021, Bullet for My Valentine dio a conocer una nueva página de Patreon, The Army of Noise, que publica que es "el único lugar para obtener las últimas noticias de BFMV, Early Tix, BTS, descuentos de merchandising y artículos exclusivos, regalos firmados y más. . Además, una parte de cada subvención se destina a Teenage Cancer Trust ". El 15 de junio, antes de su espacio de titulares en el Download Pilot de este fin de semana, la banda anunció que están planeando lanzar nueva música el viernes 18 de junio, con un video teaser de 30 segundos insinuando algo de música nueva potencialmente pesada. Ese día, la banda lanzó oficialmente el nuevo sencillo "Knives" junto con su video musical. Al mismo tiempo, anunciaron oficialmente el álbum en sí y también revelaron la portada del álbum, la fecha de lanzamiento y la lista de canciones.
El 8 de abril de 2022, la banda anunció una edición de lujo del álbum, cuyo lanzamiento está previsto para el 8 de julio de 2022. Junto con el anuncio, la banda lanzó un nuevo sencillo titulado Omen.

## Lista de canciones
| Edición estándar |                            |          |  |
| N.º              | Título                     | Duración |  |
| 1.               | «Parasite»                 | 5:40     |  |
| 2.               | «Knives»                   | 4:16     |  |
| 3.               | «My Reverie»               | 4:42     |  |
| 4.               | «No Happy Ever After»      | 4:08     |  |
| 5.               | «Can't Escape the Waves»   | 4:35     |  |
| 6.               | «Bastards»                 | 5:25     |  |
| 7.               | «Rainbow Veins»            | 4:58     |  |
| 8.               | «Shatter»                  | 5:24     |  |
| 9.               | «Paralysed»                | 4:11     |  |
| 10.              | «Death by a Thousand Cuts» | 4:24     |  |

| Edición de lujo |                            |          |  |
| N.º             | Título                     | Duración |  |
| 11.             | «Omen»                     | 3:53     |  |
| 12.             | «Stitches»                 | 5:01     |  |
| 13.             | «No More Tears»            | 3:43     |  |
| 14.             | «Step Out From The Inside» | 4:11     |  |
| 15.             | «This Means War»           | 3:55     |  |

## Formación
Bullet for my Valentine
- Matthew "Matt" Tuck - (voz, guitarra rítmica, bajo)
- Michael "Padge" Paget - (guitarra líder, coros)
- Jason Bowld - (batería)
- Jamie Mathias - (bajo, segunda voz)

Técnicos
- Carl Brown - Producción, mezclas y teclado